# 太田資愛
太田 資愛（おおた すけよし）は、江戸時代中期から後期にかけての大名・老中。遠江国掛川藩2代藩主。掛川藩太田家6代。官位は従四位下・摂津守・備中守、侍従。

## 生涯
先代藩主・太田資俊の次男。
幕府では、奏者番、寺社奉行、若年寄、京都所司代、老中を歴任した。学者松崎慊堂を藩の顧問として登用する。
文化2年（1805年）2月17日、67歳で死去。跡を次男の資順が継いだ。
墓所は静岡県三島市玉沢の妙法華寺。戒名は大隆院殿道一日敞大居士。

## 年表
- 1739年（元文4年） 生まれ
- 1763年（宝暦13年） 掛川藩襲封
- 1768年（明和5年） 奏者番
- 1775年（安永4年） 寺社奉行兼務
- 1781年（天明元年） 若年寄
- 1789年（寛政元年） 京都所司代
- 1793年（寛政5年） 老中
- 1801年（享和元年） 老中辞任
- 1805年（文化2年） 2月17日、死去。享年67。

## 系譜
父母
- 太田資俊（父）

正室
- 鏐姫 ー 牧野忠利の養女

子女
- 太田資武（長男）
- 太田資順（次男）生母は側室
- 太田資言（四男）生母は側室
- 太田正子 ー 土屋泰直正室
- 木下俊懋正室